# Alba (Škotska)
Alba, ime za Škotsku na škotskom gelskom jeziku. Na škotskom gelskom izgovara se / ˈal̪ˠapə /, a na engleskom /ˈælbə/. Prvi izvori u kojima je zabilježen su u starom vijeku u starogrčkim i starorimskim izvorima. Kod Aristotela je u obliku Ἀλβίων (Albíon) a u Ptolemejevim zapisima je Ἀλουΐων Alouíon. U starolatinskim dokumentima je u obliku Albion. Povijesno se ta riječ odnosi na Britaniju u cjelini, a dolazi od (proto)indoeuropske riječi za "bijelo". Stari Kelti od kojih potječu Gaeli preuzeli su tu riječ u obliku Alba (dativ Albainn te danas zastarjeli oblik u genitivu Albann) kojom su nazvali starinsku kraljevinu naroda Pikta. Prvi je put uporabljena u tom smislu u doba kralja Konstantina II. (srednjovjekovni gaelski: Causantín mac Áeda; suvremeni gaelski: Còiseam mac Aoidh), sina Áedova. Regija Breadalbane (škotski gaelski: Bràghad Albann, na hrvattskom: "gornji dio Albe") također je po tome uzela ime. Keltski jezici slično zovu Škotsku: na irskom je Alba (gen. Alban, dat. Albain), manski ima Nalbin, kornijski Alban, velški Yr Alban, dok bretonski ju naziva Bro-Skos, na hrvatskom "zemlja Škota". Relatinizirana je u razvijenom srednjem vijeku kao Albania, što su naširoko rabili keltsko-latinski pisci. Otamo je prešla u srednjoengleski jezik u obliku Albany. Rijetko se njome nazivalo Kraljevinu Škotsku, a više Kneževinu Albany. Od njega je došlo ime za gradove u SAD u saveznoj državi New Yorku i u Australiji u saveznoj državi Zapadnoj Australiji. George Gordon Byron, engleski pjesnik s prijelaza 18. u 19. stoljeće, u pjesmi Hodočašće Childea Harolda (Childe Harold's Pilgrimage) naziva ju anglicizirano Albyn.  Danas postoji televizijski servis na škotskom gaelskom MG Alba i njegov zajednički projekt s BBC-om BBC Alba.